# Narodna enciklopedija srpsko-hrvatsko-slovenačka
Narodna enciklopedija, punim naslovom Narodna enciklopedija srpsko-hrvatsko-slovenačka je enciklopedija pokrenuta po zamisli i zalaganjem prof. Stanoja Stanojevića. Mjeseca ožujka 1924. podnio je prof. Stanojević Bibliografskom zavodu u Zagrebu prijedlog o izdavanju Narodne enciklopedije i Bibliografski zavod je s velikom pripravnošću taj prijedlog usvojio. Po prvobitnom planu enciklopedija je trebala izići u jednoj knjizi s točno 800 stranica. Tijekom rada plan se znatno proširio, te će Narodna enciklopedija biti tri puta veća, nego što se to u početku mislilo. Izdavanje je završeno 1929. godine.

## Izradba
Prvu je konferenciju održao urednik prof. Stanojević sa suradnicima 3. svibnja 1924. u Ljubljani, a poslije toga u Beogradu. Na tim konferencijama iznio je urednik suradnicima cio plan rada o organizaciji Narodne enciklopedije. Cio prostor, određen za tisak, bio je podijeljen među struke, koje su trebale ući u enciklopediju. Suradnici su trebali izraditi abecèdārij i da prema određenom prostoru odrede opseg svojih članaka, kako bi se između struka i članaka u strukama održala ravnomjernost. Pošto su podnijeti abecèdāriji i određen opseg članaka, počelo se s obradbom pojmova.
Rok za predaju rukopisa bio je 1. listopada, a za davanje u tiskaru 1. prosinca 1924. Čitav je rad išao iz početka dosta teško. Upute, održavanje sveza sa suradnicima, dopisivanje i dr., a pósebicē nepovjerenje samih suradnika u uspjeh projekta, u mnogome je ometalo pripreme. Ipak su u listopadu abecèdāriji bili gotovi, a ubrzo su počeli stizati i rukopisi. Rukopise su pregledali: P. Stevanović, U. Džonić i Br. Miljković. Oni su prema uputama urednika, izjednačili članke u pogledu opsega, a osobito u pogledu jezika i stila. Taj je posao rađen brzo i savjesno. Rukopisi su zatim prepisivani na pisaćem stroju u tri primjerka, na listovima istoga formata. Jedan je od ovih primjeraka zadržavan u uredništvu kao pričuva, drugi se slao s rukopisom piscu, koji je trebao izvršiti ispravke, a zatim, prema ovim ispravkama, ispravljen je treći primjerak koji je pregledao urednik i dao mu konačan oblik. Poslije jezikoispravka (korekture) dobivali su suradnici svoje članke još jednom prije tiskanja, na pregled.

## Suradnici i uredništvo
Narodna enciklopedija je zajedničko djelo preko 140 suradnika, od kojih je 20 akademika, 65 sveučilišnih nastavnika, 7 ministara, 5 viših časnika, dok su ostali priznati stručnjaci. Među suradnicima je bilo 80 Srba, 45 Hrvata i 21 Slovenac. Tisak je načinjen u Zakladi tiskare Narodnih novina u Zagrebu.
U uredništvu su radili:
- Stanoje Stanojević, ravnatelj i urednik
- divizijski general Emilio Belić, tehnički urednik
- Mato Pukšec, glavni korektor
- Vera Stojić, tajnica

## Knjige
U prve dvije knjige tiskano je 6555 članaka. Enciklopedija se tiskala u 15.000 primjeraka, a imala je oko 12.000 pretplatnika. Izlazila je u dvije inačice, ćirilicom i latinicom. Prvi je svezak dan u tisak 15. prosinca 1924., a izašao je iz tiskare 14. ožujka 1925. godine.
| Knjiga          | Godina izdanja | Stranica  |
| --------------- | -------------- | --------- |
| Knj. 1. : A – H | 1925.          | 898 str.  |
| Knj. 2. : I – M | 1927.          | 1094 str. |
| Knj. 3. : N – R | 1928.          | 1013 str. |
| Knj. 4. : S – Ž | 1929.          | 1353 str. |

## Vanjske poveznice
- Narodna enciklopedija na stranici archive.org